# Rosana dos Santos Augusto
Rosana dos Santos Augusto (7 de julio de 1982, São Paulo) es una exfutbolista profesional brasileña. Actualmente es la entrenadora del equipo femenino del Athletico Paranaense de Brasil.

## Trayectoria

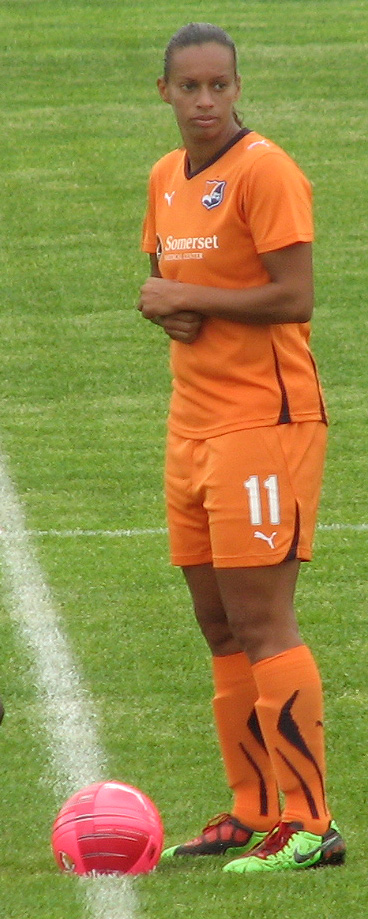
Rosana con el Sky Blue FC.

Durante años jugó en Brasil, antes de irse a Austria en 2004, donde jugó hasta 2008 como extremo para el SV Neulengbach. Desde 2009 hasta 2011 jugó en el Sky Blue FC de la Women's Professional Soccer antes de firmar con el campeón de la Liga de Campeones de la UEFA femenina, el Olympique de Lyon francés en septiembre de 2011. Durante la temporada 2011-12 se adjudicó junto a su equipo el título de liga, la copa francesa y la Liga de Campeones. En el 2011 se integró al equipo de la Associação Desportiva Centro Olímpico.
Con la selección femenina de fútbol de Brasil disputó los Juegos Olímpicos de Sídney 2000, de 2004, de 2008 y de 2012. En 2004 y 2008 consiguió la medalla de plata, en ambas ocasiones tras perder la final ante la selección femenina de fútbol de Estados Unidos. También ha disputado la Copa Mundial Femenina de Fútbol de 2003, de 2007 y de 2011, consiguiendo también el segundo puesto en la edición de 2007 tras perder la final ante la selección femenina de fútbol de Alemania.

## Estadísticas

### Clubes
| Club                            | País           | Año       |
| ------------------------------- | -------------- | --------- |
| São Paulo FC                    | Brasil         | 1997–2000 |
| Sport Club Corinthians Paulista | Brasil         | 2001      |
| Sport Club Internacional        | Brasil         | 2002–2004 |
| SV Neulengbach                  | Austria        | 2004-2008 |
| Sky Blue FC                     | Estados Unidos | 2009-2010 |
| AD Centro Olímpico              | Brasil         | 2011      |
| Olympique de Lyon               | Francia        | 2011-2012 |
| AD Centro Olímpico              | Brasil         | 2012      |

## Palmarés

### Campeonatos nacionales

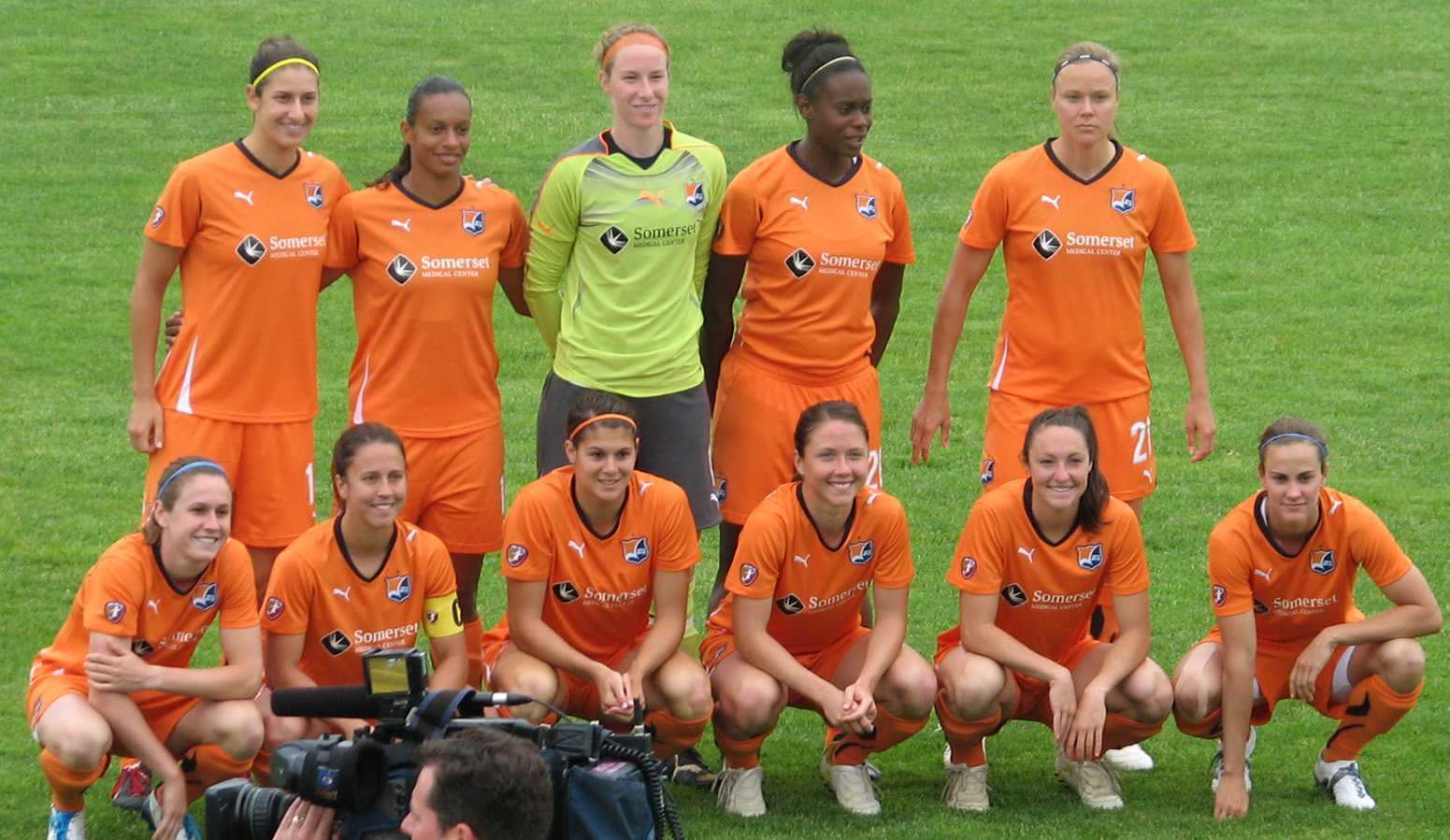
Rosana con sus compañeras en el Sky Blue FC en mayo de 2010.

| Título                      | Club              | País           | Año  |
| --------------------------- | ----------------- | -------------- | ---- |
| Liga brasileña              | São Paulo FC      | Brasil         | 1997 |
| Liga austriaca              | SV Neulengbach    | Austria        | 2005 |
| Copa de Austria             | SV Neulengbach    | Austria        | 2005 |
| Liga austriaca              | SV Neulengbach    | Austria        | 2006 |
| Copa de Austria             | SV Neulengbach    | Austria        | 2006 |
| Liga austriaca              | SV Neulengbach    | Austria        | 2007 |
| Copa de Austria             | SV Neulengbach    | Austria        | 2007 |
| Liga austriaca              | SV Neulengbach    | Austria        | 2008 |
| Copa de Austria             | SV Neulengbach    | Austria        | 2008 |
| Women's Professional Soccer | Sky Blue FC       | Estados Unidos | 2009 |
| Liga francesa               | Olympique de Lyon | Francia        | 2012 |
| Copa de Francia de Fútbol   | Olympique de Lyon | Francia        | 2012 |

### Copas internacionales
| Título                                              | Club                                   | País                    | Año  |
| --------------------------------------------------- | -------------------------------------- | ----------------------- | ---- |
| Plata en los Juegos Olímpicos de Atenas 2004        | Selección femenina de fútbol de Brasil | Grecia                  | 2004 |
| Juegos Panamericanos de 2007                        | Selección femenina de fútbol de Brasil | Brasil                  | 2007 |
| Plata en la Copa Mundial Femenina de Fútbol de 2007 | Selección femenina de fútbol de Brasil | República Popular China | 2007 |
| Plata en los Juegos Olímpicos de Pekín 2008         | Selección femenina de fútbol de Brasil | República Popular China | 2008 |
| Campeonato Sudamericano Femenino de 2010            | Selección femenina de fútbol de Brasil | Ecuador                 | 2010 |
| Liga de Campeones de la UEFA femenina               | Olympique de Lyon                      | Alemania                | 2012 |